# Порта-Корнелія
Порта Корнелія чи Брама святого Петра ( лат. Porta Aurelia Sancti Petri) — міська брама Риму в мурі Авреліана. 
Порта Корнелія також називалась лат. Porta Aurelia, як й стара брама, що пізніше стала Брамою св. Панкратія. Брама знаходилась у східній частині Елієвого мосту (нині це Міст Святого Ангела) та Via della Conciliazione і, можливо, носили назву порта Корнелія (побудовані у III столітті). Пізніше брама отримала назву Брама святого Петра, за назвою розташованої неподалік ранньохристиянської базиліки святого Петра. 
Нині Брама святого Петра повністю зруйнована.